# Naco, Sonora

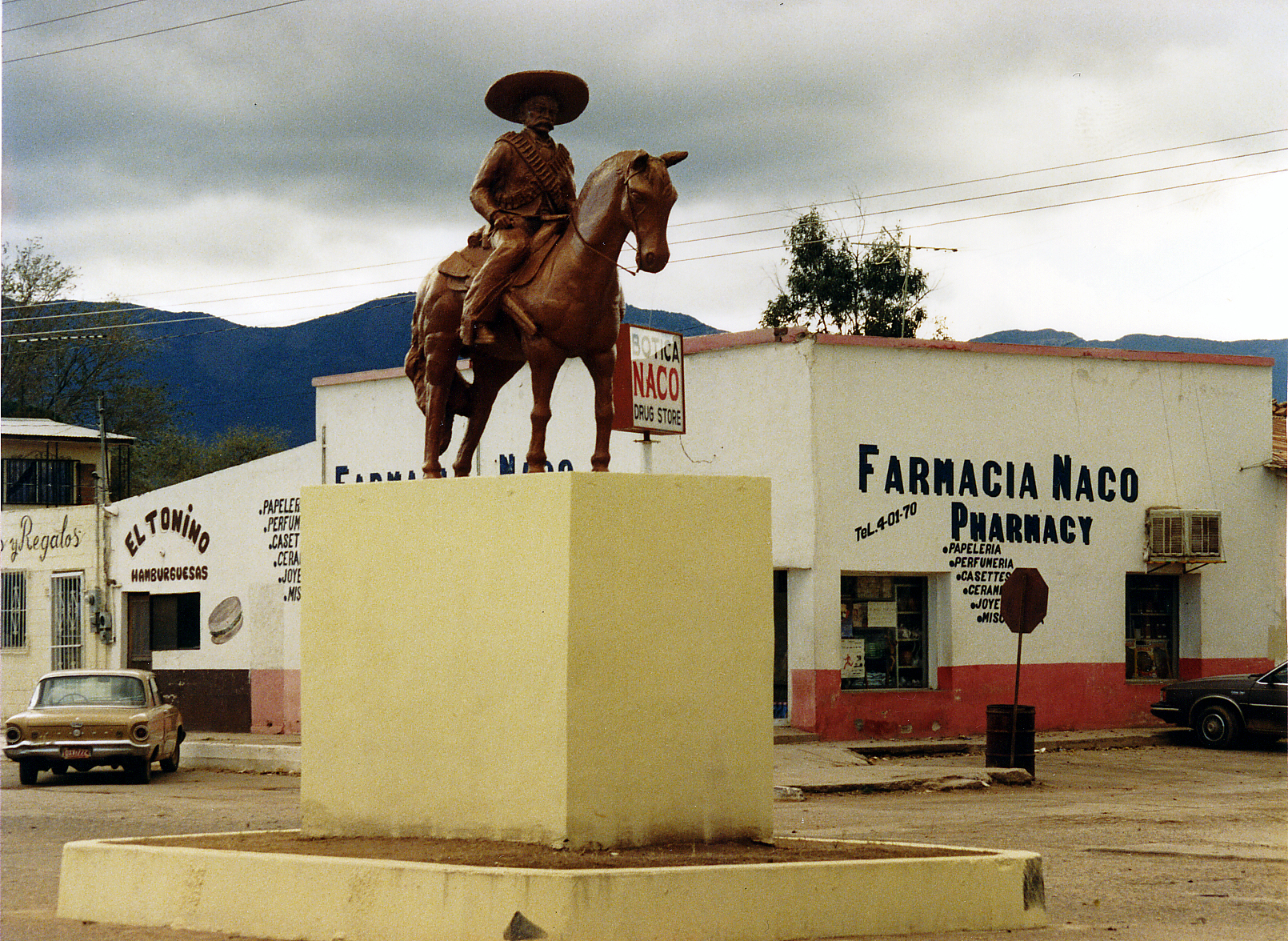
Centrul localității Naco

Naco este o localitate și sediul municipalității omonime, Naco din statul Sonora, Mexic.